# Johann Evangelist Hafner
Johann Evangelist Hafner (* 17. Mai 1963 in Rain am Lech) ist ein deutscher katholischer Theologe, Religionswissenschaftler und Philosoph, der unter anderem für seinen an Niklas Luhmanns Systemtheorie orientierten Forschungsansatz bekannt ist. Er ist Professor an der Universität Potsdam.

## Leben
Hafner wuchs in einem christlich geprägten Elternhaus auf; sowohl Vater Johann (1934–2017, Schulrektor) wie Mutter Rosa (1936–2008) waren Pädagogen. Johann Evangelist Hafner studierte nach dem Abitur von 1982 bis 1988 katholische Theologie und Philosophie an der Universität Augsburg, an der Universität München und an der Universität Vigan (Philippinen). Von 1990 bis 2002 war er Assistent am Lehrstuhl für Pastoraltheologie an der Universität Augsburg. In dieser Zeit war er Visiting lecturer für Systematische Theologie an der University of Dayton/USA (1996/97) und übernahm Lehraufträge an der Universität Eichstätt (1998 bis 2001). 
1995 wurde er in Philosophie promoviert. 2001 folgte die Habilitation für Fundamentaltheologie (Systematische Theologie). Seit 2005 ist er nebenberuflicher Ständiger Diakon.
Seit 2004 ist Hafner Professor für Religionswissenschaft mit dem Schwerpunkt Christentum an der Universität Potsdam. Schwerpunkte seiner Tätigkeit sind dabei Systemtheorie, Christentum als Religion, Angelologie und Umweltethik. 2007 übernahm Hafner den Vorsitz der Prüfungsausschüsse für Religionswissenschaft und LER (Lebensgestaltung-Ethik-Religionskunde). Zusätzlich war Hafner von 2010 bis 2014 Dekan der Philosophischen Fakultät der Universität Potsdam.
Hafner ist verheiratet und hat drei Kinder.

## Werke (Auswahl)
- Über Leben. Philosophische Untersuchungen zur ökologischen Ethik und zum Begriff des Lebewesens, Würzburg 1996.
- Selbstdefinition des Christentums (Memento vom 13. Juli 2012 im Internet Archive). Ein systemtheoretischer Zugang zur frühchristlichen Ausgrenzung der Gnosis, Freiburg u. a., 2003.
- Warum im Himmel nicht nur Seelen sind. Die Funktion der Engel als Konkurrenzgruppe, in: Evangelische Theologie 65 (2005), S. 350–365.
- Mit Joachim Valentin: Parallelwelten: Christliche Religion und die Vervielfachung von Wirklichkeit. 2009, ISBN 978-3-17-020565-9.
- Mit Joachim Schmied: Katholische Theologie an der Universität: Situation und Zukunft. 2009.
- Gegenwärtig Glauben Denken / Angelologie 2, Die Engel im Christentum in Gegenwart und Geschichte, 2009.
- Angelologie. Schöningh, Paderborn etc. 2010, ISBN 978-3-506-76738-7.
- Mit Martin Hailer: Binnendifferenzierung und Verbindlichkeit in den Konfessionen. Lembeck, Frankfurt am Main 2010, ISBN 978-3-374-02974-7.
- als Hrsg., zus. mit Patrick Diemling: Die Kommunikation Satans: Einflüsterungen, Gespräche, Briefe des Bösen. Lembeck, Frankfurt am Main 2010, ISBN 978-3-87476-614-2.